# ドゥアン・プラティープ財団
ドゥアン・プラティープ財団（タイ語:มูลนิธิดวงประทีป、英語：Duang Prateep Foundation 英語略：DPF）は、タイ王国のスラム地区を対象とした教育事業、コミュニティ開発事業を行う非営利の財団。

## 概要
ドゥアン・プラティープ財団は元上院議員プラティープ・ウンソンタム・秦が1978年8月31日に創設。財団の前身は、プラティープが1968年からクローントゥーイ区にあったバンコク港港湾労働者スラムの子弟教育のために始めた「一日一バーツ学校」にある。その後この貢献により、1978年にマグサイサイ賞（社会福祉部門）を受賞。それによって得た報奨金を投じて同財団を創設した。初代理事長には当時のクリエンサック・チョマナン首相が就任した。1981年には、「ロックフェラー賞」を受賞。再びその報奨金を投じて「スラムチャイルドケア財団」を設立し、託児事業を開始した。

## 事業
以下の四事業を中心に展開している。
1. 教育推進事業
2. スラム地域開発事業
3. 人材育成事業
4. 緊急支援事業

## 本部所在地
バンコク　クローントゥーイ区 アートナロン通り ロック6 34番地
（เลขที่ 34 ล็อค 6 ถนนอาจณรงค์
คลองเตย กรุงเทพฯ 10110 ）

## 支部
- カーンチャナブリセンター （カーンチャナブリー県）
- チュムポーンセンター （チュムポーン県）
- パンガーセンター （パンガー県）